# Куденково (Болгатовская волость)
Куденково — деревня в Опочецком районе Псковской области. Входит в состав Болгатовской волости
Расположена в 35 км к востоку от города Опочка и в 2 км к северо-западу от деревни Духново.
Численность населения по состоянию на 2000 год составляла 27 человек, в 2011 году — 9 человек.
До 3 июня 2010 года входила в состав ныне упразднённой Духновской волости.